# Bandar Beyla
Bandar Beyla (en árabe: بندر بيلا‎) es un pequeño pueblo al sureste de la gobolka de Bari. Es la capital del distrito de Bandar Beyla.
- Datos: Q2737490